# Benèfica Minerva
Benèfica Minerva va ser una associació clandestina, dedicada al mecenatge d'escriptors catalans, fundada i dirigida per Fèlix Millet i Maristany l'any 1943, amb la col·laboració de l'advocat Pere Puig i Quintana, de la dona d'aquest, Maria Teresa Sàbat i Salinas, i de Maurici Serrahima i Bofill. La seva acció es dirigia a la difusió de la llengua catalana mitjançant classes clandestines i ajudant al manteniment d'institucions il·legalitzades com ara l'Institut d'Estudis Catalans, Estudis Universitaris Catalans i l'Associació Protectora de l'Ensenyança Catalana.
El 1943 es va constituir l'associació fent servir com a base una germandat existent, la Benèfica Minerva, i amb la seva seu al mateix local de l'Associació Protectora de l'Ensenyança Catalana, oculta aquesta sota el nom d'Editorial Pedagògica. L'associació mantenia les seves reunions en el despatx professional de Pere Puig, que era secretari de l'entitat. Els membres de l'associació no passaven d'una dotzena, tots coordinats per Pere Puig. Entre tots van aconseguir aportacions econòmiques d'una setantena d'empresaris i professionals catalans s'impliquessin financerament amb la Benèfica Minerva, entre els que citar Domènec Valls i Taberner, Ricard Margarit i Calvet, Eusebi Bertrand i Serra, Josep Maria Bultó Marquès i Josep Vila i Sivill.
El 1951 va canviar el seu nom, passant a denominar-se Agrupació Cultural Minerva. L'agrupació va trontollar arran de la crisi financera que va patir el seu principal contribuent, Fèlix Millet, el 1959, durant la qual Millet va decidir desentendre's de l'entitat i fundar –juntament amb Lluís Carulla i Canals, Joan Baptista Cendrós i Carbonell, Joan Vallvé i Creus i Pau Riera i Sala- l'associació Òmnium Cultural, el juliol de 1961. Amb aquesta fundació desapareixeria de fet la Benèfica Minerva.

L'any 2011, la presidenta d'Òmnium Cultural, Muriel Casals, va adreçar una carta a la Maria Teresa Sàbat, a propòsit de la tasca duta a terme per la Benèfica Minerva, amb les següents paraules:
«Som conscients que, quan Òmnium Cultural va néixer, l'any 1961, possiblement no va fer-ho amb tot el tacte possible envers vostè i el seu marit, Pere Puig i Quintana. És per aquest motiu que ens sentim plenament orgullosos de la decisió presa per la delegació comarcal de l'Anoia d'homenatjar-la, i ens sumem al reconeixement públic a la ingent tasca de redreçament cultural que vostè i el seu marit van desenvolupar, tant amb La Benèfica Minerva com amb l'Editorial Alcides, dues lloables iniciatives empreses durant la llarga nit del franquisme».